# اسریک
اسریک (ترکی آذربایجانی: Əsrik) یک منطقهٔ مسکونی در جمهوری آرتساخ است که در استان شاهومیان واقع شده‌است.